# Liquidation judiciaire en droit français
La liquidation d'une société est l'opération qui consiste par un tribunal à vendre les actifs d'une société en cessation des paiements, et de mettre fin à l'existence de cette société. En France, les bases de cette procédure sont énoncées dans le code de commerce, livre VI, titre IV, et est exécutée en partie devant le tribunal de commerce.

## Historique

### Modifications légales
La loi de 1967 mentionnait la faillite des entreprises.
La loi du 25 janvier 1985 crée et intègre dans le code de commerce la liquidation judiciaire.
La loi no 2005-845 du 26 juillet 2005 de sauvegarde des entreprises a modifié les articles précédents du code de commerce, et, en instaurant la procédure de sauvegarde, a complété la procédure de liquidation.

### Nombre de faillites en France
| 1990 | 46 495                 | -                     |
| 1991 | 53 988                 | +16,1 %               |
| 1992 | 60 558                 | +12,2 %               |
| 1993 | 64 814                 | +7 %                  |
| 1994 | 60 427                 | -6,8 %                |
| 1995 | 58 213                 | -3,7 %                |
| 1996 | 62 643                 | +7,6 %                |
| 1997 | 61 004                 | -2,6 %                |
| 1998 | 53 955                 | -11,6 %               |
| 1999 | 47 791                 | -11,4 %               |
| 2000 | 43 346                 | -9,3 %                |
| 2001 | 43 274                 | -0,2 %                |
| 2002 | 44 286                 | +2,3 %                |
| 2003 | 49 383                 | +11,5 %               |
| 2004 | 49 056                 | -0,7 %                |
| 2005 | 49 494                 | +0,9 %                |
| 2006 | 47 331                 | -4,4 %                |
| 2007 | 50 002                 | +5,6 %                |
| 2008 | 57 665                 | +15,3 %               |
| 2009 | entre 72 000 et 75 000 | entre +24,9 % et 30 % |

## Mécanismes

### Entreprises concernées
La liquidation judiciaire s'adresse aux entreprises (personnes physiques ou morales) en cessation de paiement et dont le redressement est devenu manifestement impossible.
La liquidation peut intervenir après une procédure de sauvegarde ou une tentative de redressement judiciaire.

### Intervenants
La liquidation a lieu au tribunal compétent du siège de l'entreprise (tribunal de commerce ou tribunal de grande instance). Le tribunal désigne deux personnes :
- le juge-commissaire ;
- liquidateur judiciaire : il procède à la vente des actifs et licencie le personnel (sauf opposition des créanciers, il est d'usage que soit désigné en cette qualité le mandataire judiciaire antérieurement désigné lors de l'ouverture de la procédure de sauvegarde ou de redressement[1])

### Procédure normale

#### Déclarations de créances
La liquidation judiciaire est signalée aux créanciers dans les 8 jours de son prononcé (articles R.641-6 du code du commerce), par publication au BODACC (art. R.641-7).
La liste des créances peut être augmentée, s'il y a lieu, des créances issues précédemment d'une procédure de sauvegarde ou de redressement (art. R.641-29).
La procédure de vérification des créances n'a pour objet que de déterminer l'existence, le montant ou la nature des créances déclarées.

#### Conséquences d'un dépôt de bilan
Malgré une liquidation, la poursuite d'activité de l'entreprise est possible et peut être prolongée de 3 mois supplémentaires article R. 641-18

#### Décisions et publications légales
Les comptes de liquidation sont déposés au greffe du Tribunal de commerce afin que la société soit radiée du registre du commerce et des sociétés. Elle perd ainsi sa personnalité morale.
L'avis de clôture de la liquidation doit être publié dans un journal d'annonces légales afin d'être porté à la connaissance des tiers.

### Procédure simplifiée
Une procédure simplifiée est créée par les articles 95 et 96 de la loi no 2008-1345 du 18 décembre 2008, repris par l'article L. 641-2, et suivants.
Elle s'adresse à des entreprises de petite taille en fonction de trois critères cumulatifs : le nombre de salarié au cours des six derniers mois, le montant du chiffre d'affaires hors taxe à la date de clôture du dernier exercice et la présence ou non d'un actif immobilier.
Ainsi le régime simplifié est obligatoire lorsque le débiteur n'a pas d'actif immobilier, lorsque le nombre de salarié au cours des six derniers mois précédent l'ouverture de la procédure est inférieur ou égale à 5 et lorsque le chiffre d'affaires hors taxe est inférieur ou égale à 750 000 € (L 641-2 et R 641-10~1 du code de commerce).
Au-delà de ces seuils (présence d'un immeuble dans les actifs du débiteur, plus de 5 salariés et un chiffre d'affaires hors taxes de plus de 750 000,00 € €) le régime simplifié est systématiquement écarté.

## Contestations et demande de mesures

### Limitation du pouvoir de contestation du débiteur
La jurisprudence limite le pouvoir de contestation du débiteur dans la validation des créances, au motif que celui-ci a pu et a dû, lors de procédures précédentes (par exemple sauvegarde ou redressement judiciaire), déjà valider les dépenses engagées.

### Contestation des procédures
Le contrôle des procédures reprend plusieurs points de celui de la procédure de sauvegarde (article R.641-11)

### Mesures conservatoires
Certains créanciers, notamment s'ils détiennent des titres exécutoires peuvent demander des mesures conservatoires (article R.641-26).

### Recours contre les intervenants
L'administrateur est tenu au respect des obligations légales qui incombent normalement au chef d'entreprise.
La responsabilité découlant de l'article 1382 du code civil peut alors être engagée en cas de faute prouvée, d'un dommage et d'un lien de causalité entre la faute et le dommage. Dans d'autres cas, le préjudice est celui lié à la « perte de chance ».
La jurisprudence est très attentive au respect de la qualité de l'intervenant : certaines actions contre un mandataire ou un liquidateur doivent être réglées par la société liquidée, notamment quand le mandataire ou le liquidateur agit ès qualités, tandis que d'autres actions vont à l'encontre même du liquidateur ou du mandataire, et seront réglées par lui-même directement ou par son assurance professionnelle. Une imprudence du mandataire peut conduire celui-ci à devoir indemniser des créanciers.

## Vente des actifs
La liquidation judiciaire cherche par la cession d'actifs (cession du fonds, cession du droit au bail commercial) l'apurement du passif. Cette procédure est décrite au Livre VI, Titre IV et chapitre II « De la réalisation de l'actif » du code de commerce.

## Règlement des créanciers
Une fois les actifs récupérés, les créances doivent être réglées. Cette procédure est décrite au Livre VI, Titre IV et chapitre III « De l'apurement du passif » du code de commerce.
Les créanciers doivent manifester, dans des délais fixés, habituellement assez courts, leur volonté d'être payés. La créance doit être certaine, et ne doit pas avoir fait l'objet d'un titre exécutoire (il serait inutile de lancer une seconde procédure). Dans le cas contraire, elle est déclarée éteinte.

## Clôture de la liquidation judiciaire
Le délai au terme duquel la clôture de la procédure devra être examinée paraît dans le jugement qui ouvre ou déclare la liquidation judiciaire (article L.643-9 du code du commerce) .
À tout moment de la procédure, le tribunal peut prononcer même d'office la clôture de la liquidation (art. L643-9):
- le liquidateur dispose de sommes suffisantes pour apurer le passif exigible (clôture par extinction du passif) ;
- lorsque le montant des actifs est insuffisant (clôture par insuffisance d'actif).

Le liquidateur publie dans un délai de 3 mois[réf. nécessaire] après la clôture de la liquidation les modalités de celle-ci. Le débiteur et les créanciers peuvent dénoncer sous 8 jours (article R.643-13). Le jugement de clôture doit être publié au Registre du commerce et des sociétés.
La responsabilité du mandataire est de 5 ans.